# Acolin
Pour les articles homonymes, voir Acolin (homonymie).
L'Acolin est une rivière française, affluent de la Loire en rive gauche. Elle traverse la partie orientale du département de l'Allier, en région Auvergne-Rhône-Alpes, et le sud de celui de la Nièvre en Bourgogne-Franche-Comté.

## Géographie
L'Acolin prend sa source dans l'Allier, à une vingtaine de kilomètres au sud-est de Moulins, au sud de la localité de Mercy, à 287 m d'altitude, au lieu-dit l'Étang Casson, dans une région boisée couverte de nombreux étangs, au sein de la Sologne bourbonnaise.
Dès sa naissance, la rivière prend la direction du nord. Son bassin draine la région située entre les cours inférieurs de l'Allier à l'ouest et de la Besbre à l'est. Tout comme ses voisines, elle maintient son orientation vers le nord, tout au long de son parcours de 63,1 kilomètres et finit par se jeter dans la Loire à Avril-sur-Loire, à 182 m d'altitude, un peu en aval de la ville de Decize.
Elle traverse le canal latéral à la Loire

### Communes et cantons traversés
Dans les deux départements de l'Allier et de la Nièvre, l'Acolin traverse dix communes :
- dans le sens amont vers aval : Mercy (source), Chapeau, Thiel-sur-Acolin, Chevagnes, La Chapelle-aux-Chasses, Lucenay-lès-Aix, Cossaye, Saint-Germain-Chassenay, Decize, Avril-sur-Loire (confluence).

Soit en termes de cantons, l'Acolin prend source dans le canton de Moulins-2, traverse les canton de Neuilly-le-Réal, canton de Dompierre-sur-Besbre, canton de Decize, et conflue dans le canton de Saint-Pierre-le-Moûtier, le tout dans les arrondissements de Moulins et de Nevers.

### Toponyme
L'Acolin a donné son hydronyme à la commune de Thiel-sur-Acolin.

## Affluents
L'Acolin a quinze tronçons affluents référencés dont :
- le Moulin Verne (rd[note 1]), 10,3 km sur les deux communes de Chapeau et Mercy.
- le Gaize (rd), 8,1 km sur les cinq communes de Thiel-sur-Acolin, Chapeau, Vaumas, Mercy, Thionne.
- le ruisseau des Potiers (rd), 6,2 km sur la seule commune de Thiel-sur-Acolin.
- le ruisseau le Chevrieux ou le ruisseau de la Montre (rg), 7,4 km sur les deux communes de Thiel-sur-Acolin, Montbeugny.
- l'Huzarde (rg), 19,3 km sur quatre communes avec cinq tronçons affluents[3].
- l'Ozon (rg), 26,6 km sur cinq communes avec deux affluents[4].

- l'Abron (rg) 32,6 km sur sept communes avec onze tronçons affluents référencés[5]
- le canal latéral à la Loire, 195,9 km
- la Plantanet, ou ruisseau le Plantenet (rd), 7,5 km sur les deux communes de Avril-sur-Loire, Decize.

## Hydrologie
L'Acolin est une rivière moyennement abondante, mais très irrégulière, comme presque tous les petits cours d'eau du département de l'Allier. 

### L'Acolin à Saint-Germain-Chassenay
Son débit a été observé sur une période de 44 ans (1970-2013), à Saint-Germain-Chassenay, localité du département de la Nièvre située à peu de distance de son confluent avec la Loire. Le bassin versant de la rivière y est de 384 km2, soit plus de 80 % de sa totalité et ne comprend pas le bassin de son affluent, l'Abron.
Le module de la rivière à Saint-Germain-Chassenay est de 2,58 m3/s.
L'Acolin présente des fluctuations saisonnières de débit assez marquées, comme bien souvent dans le bassin de la Loire, avec des hautes eaux d'hiver portant le débit mensuel moyen à un niveau situé entre 3,40 et 4,83 m3/s, de décembre à mars inclus (avec un maximum net en janvier). Il s'ensuit une période intermédiaire de baisse progressive des débits, coupée par un sérieux rebond au mois de mai. Les basses eaux se déroulent de fin juin à début octobre avec un minimum du débit moyen mensuel de 0,912 m3/s au mois de septembre, ce qui reste fort confortable pour ce petit cours d'eau. Mais les fluctuations de débit sont bien plus prononcées sur de plus courtes périodes ou d'après les années.

### Étiage ou basses eaux
À l'étiage, le VCN3 peut chuter jusque 0,450 m3/s, en cas de période quinquennale sèche, soit 450 litres par seconde, ce qui est moins sévère que d'autres rivières de plaine du bassin de la Loire.

### Crues
Les crues peuvent être très importantes relativement à la taille modeste de la rivière et de son bassin versant. Les QIX 2 et QIX 5 valent respectivement 35 et 52 m3/s. Le QIX 10 est de 64 m3/s, le QIX 20 de 75 m3/s, tandis que le QIX 50 n'a pas été calculé étant donné l'insuffisance de la durée d'observation des débits.
Le débit instantané maximal enregistré à Saint-Germain-Chassenay durant cette période de 44 ans, a été de 103 m3/s le 1er mai 1977, tandis que la valeur journalière maximale était de 71 m3/s le 27 mai de la même année. En comparant la première de ces valeurs avec l'échelle des QIX de la rivière, l'on peut constater que cette crue était largement supérieure à la crue vicennale calculée d'après le QIX 20 et vraisemblablement bien plus que cinquantennale, et donc extrêmement exceptionnelle.

### Lame d'eau et débit spécifique
L'Acolin est une rivière pas très abondante. La lame d'eau écoulée dans son bassin versant est de 212 millimètres annuellement, ce qui est nettement inférieur à la moyenne d'ensemble de la France tous bassins confondus, ainsi qu'à la moyenne du bassin de la Loire. Le débit spécifique de la rivière (ou Qsp) atteint de ce fait 6,5 litres par seconde et par kilomètre carré de bassin.